# Моклін
Моклін (ісп. Moclín) — муніципалітет в Іспанії, у складі автономної спільноти Андалусія, у провінції Гранада. Населення — 4237 осіб (2010).
Муніципалітет розташований на відстані близько 340 км на південь від Мадрида, 24 км на північний захід від Гранади.
На території муніципалітету розташовані такі населені пункти: (дані про населення за 2010 рік)
- Лімонес: 156 осіб
- Моклін: 322 особи
- Оліварес: 1054 особи
- Пуерто-Лопе: 1238 осіб
- Тьєна: 1048 осіб
- Тосар: 365 осіб
- Гум'єль: 54 особи

## Демографія
Динаміка населення (INE ):

## Галерея зображень

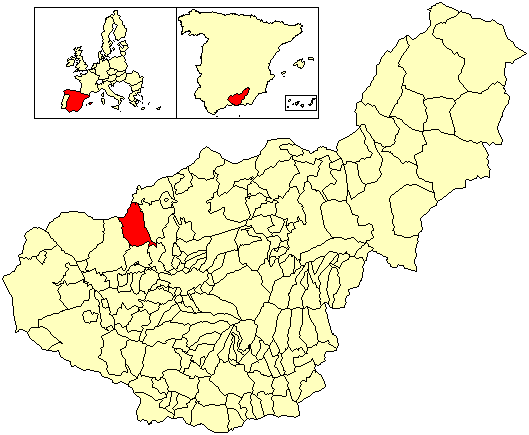
Розташування муніципалітету у провінції Гранада
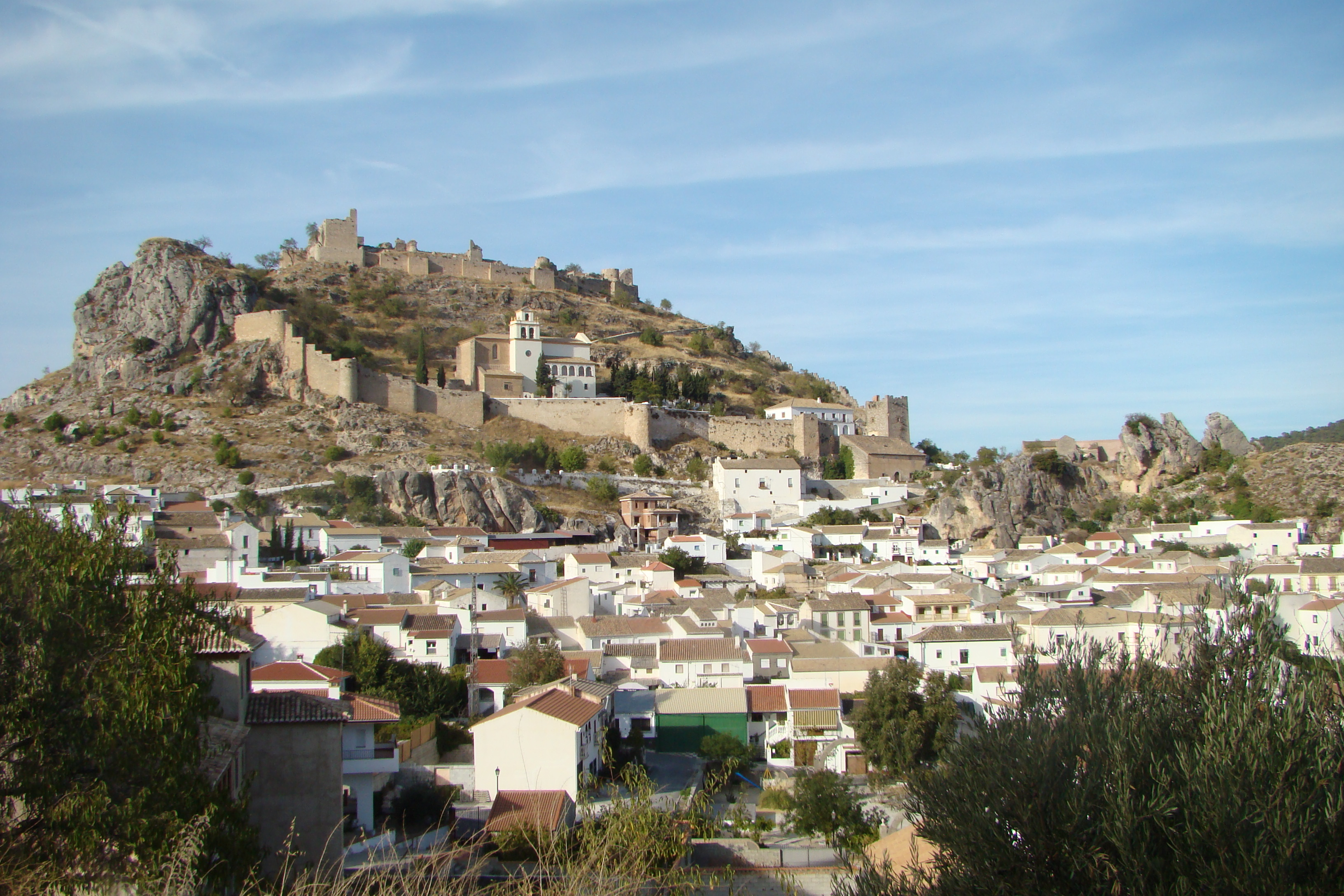
Моклін і замок
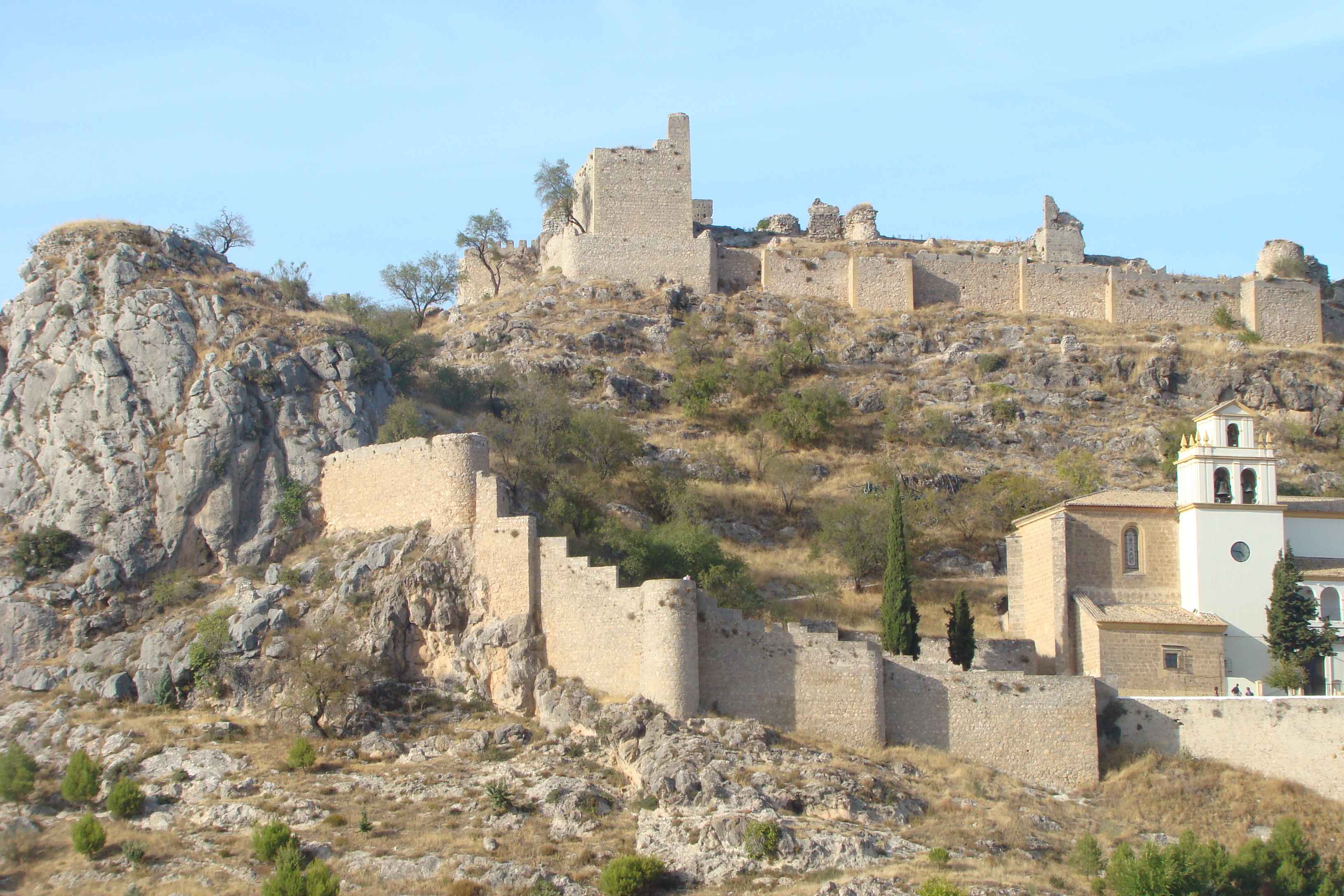
Західна частина фортеці
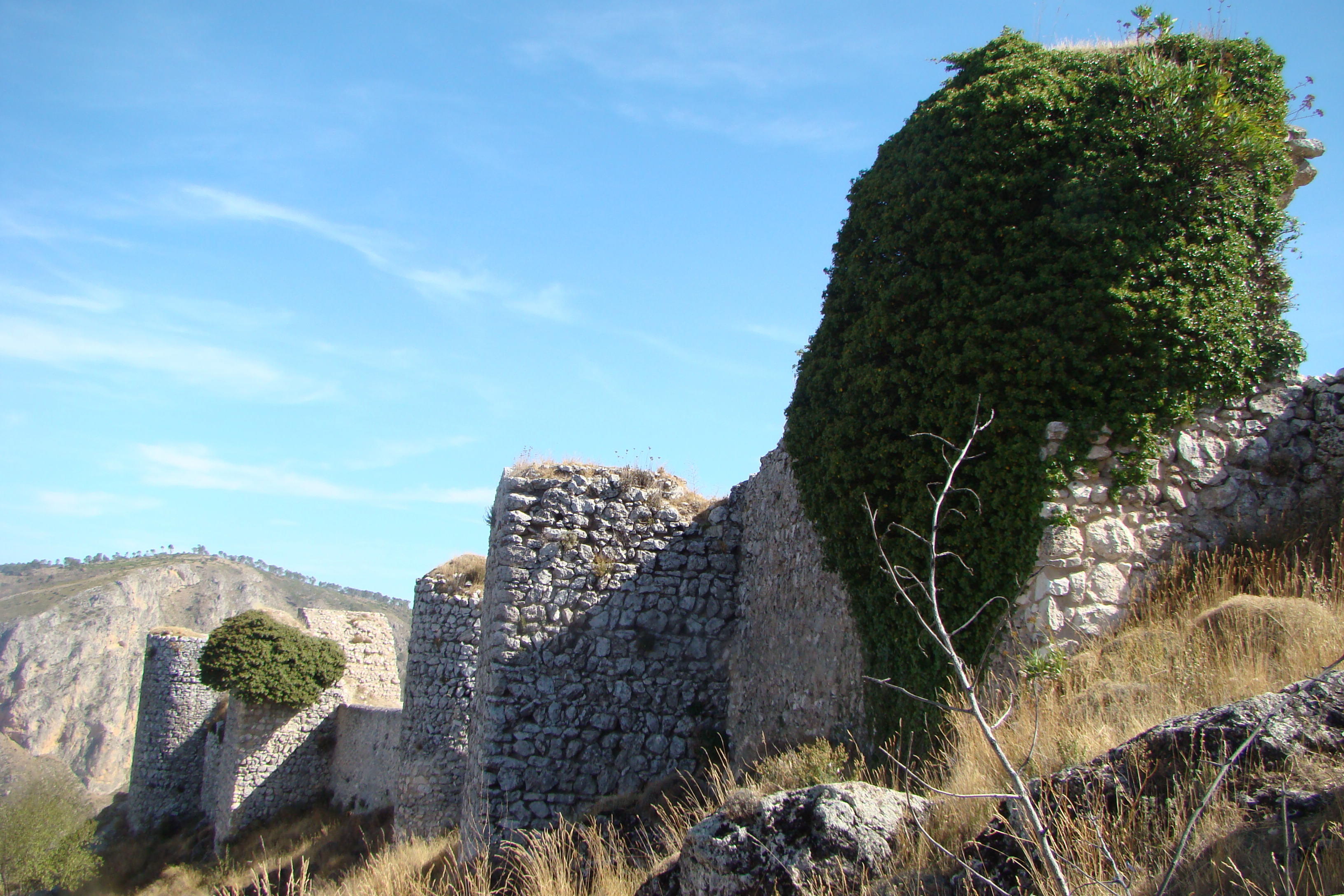
Північна сторона замкового муру
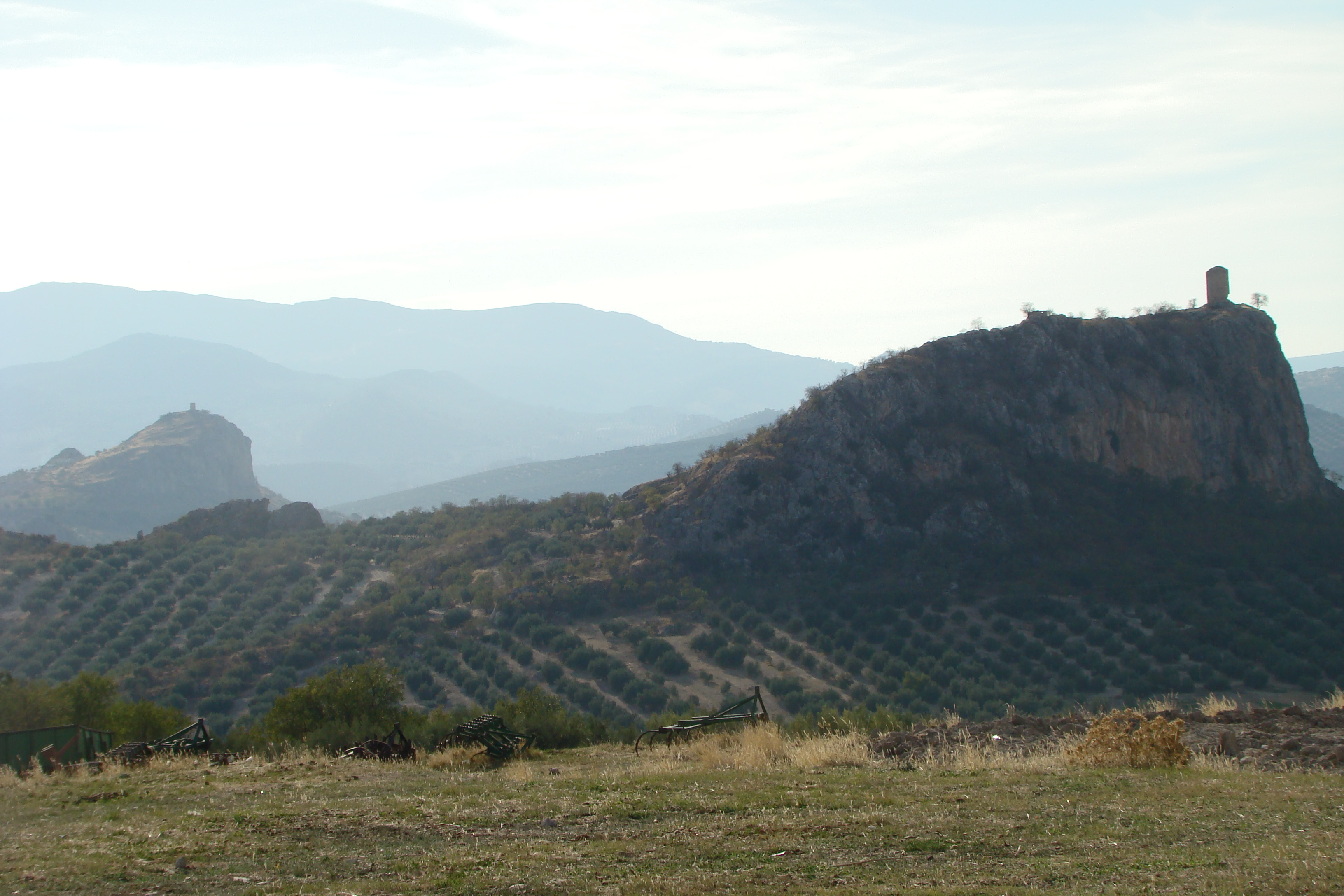
Вежі замку